# Holden Cruze
Als Holden Cruze werden zwei unterschiedliche Fahrzeuge des australischen Herstellers Holden angeboten:
- von 2002 bis 2006 der Mini-SUV Suzuki Ignis
- von 2009 bis 2016 die Limousine der unteren Mittelklasse von GM Daewoo, siehe Chevrolet Cruze

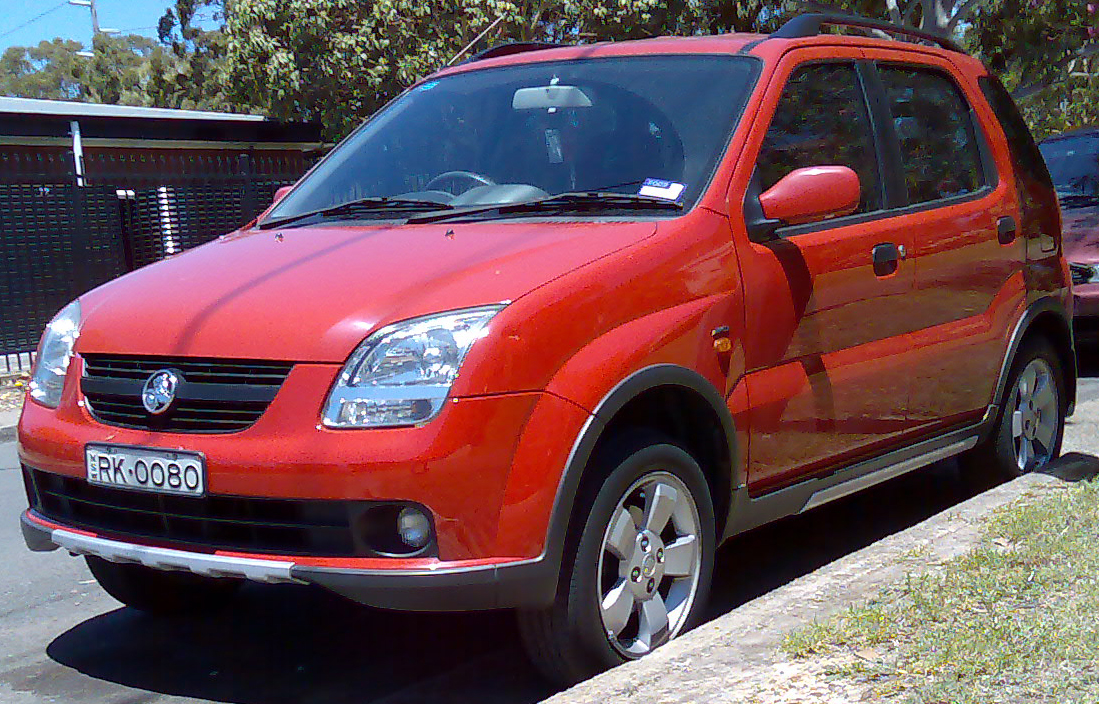
Holden Cruze 2002, baugleich mit Suzuki Ignis
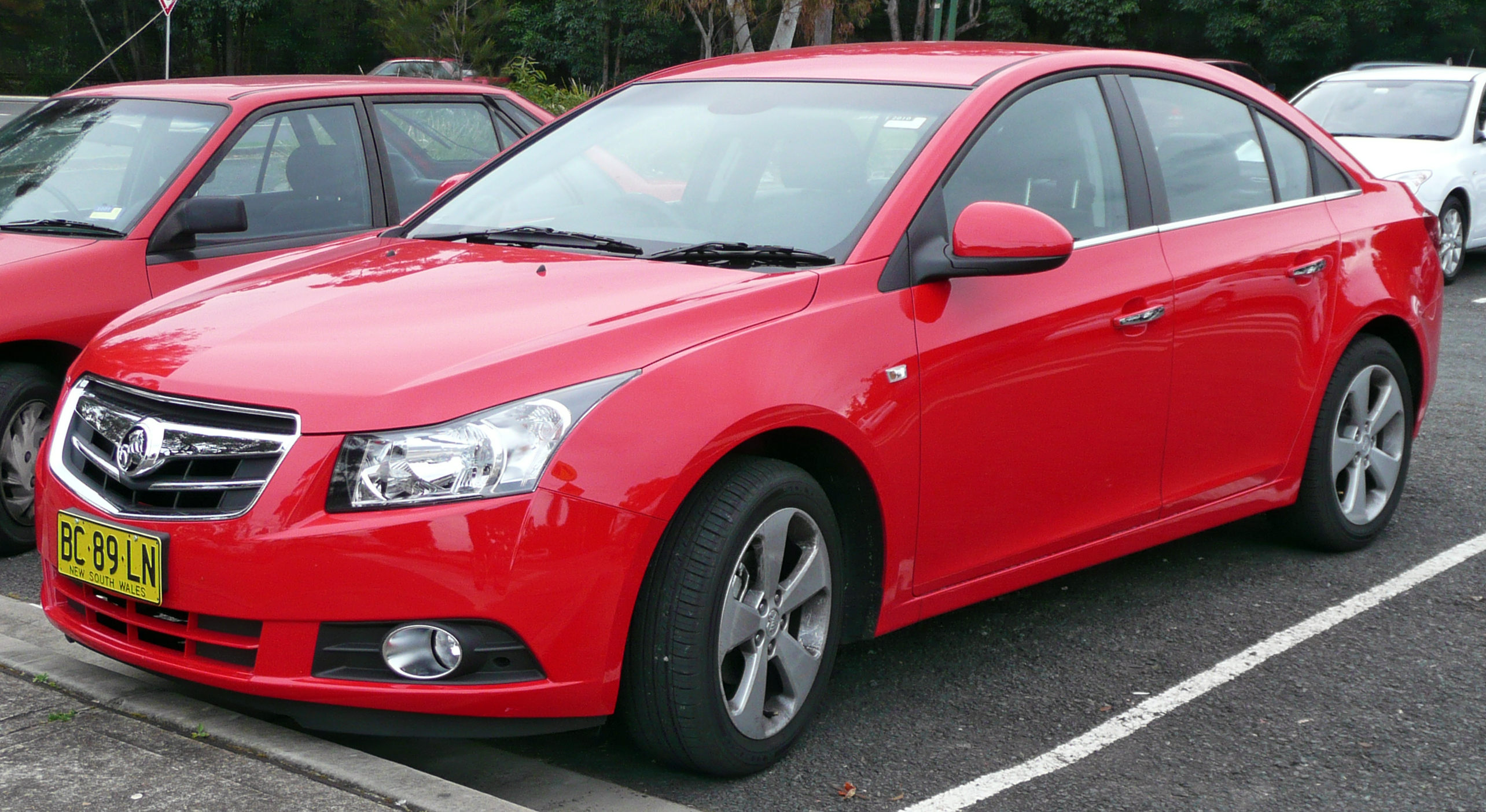
Holden Cruze 2009, baugleich mit Daewoo Lacetti Premiere und Chevrolet Cruze